# Червоноднепровка (Запорожский район)
Червоноднепровка (укр. Червонодніпровка) — село,
Беленьковский сельский совет,
Запорожский район,
Запорожская область,
Украина.
Код КОАТУУ — 2322180803. Население по переписи 2001 года составляло 64 человека.

## Географическое положение
Село Червоноднепровка находится на правом берегу Каховского водохранилища (Днепр),
выше по течению на расстоянии в 7 км расположено село Беленькое,
ниже по течению на расстоянии в 5 км расположено село Высшетарасовка (Томаковский район).

## История
- 1922 год — дата основания как село Червоная Забора.
- В 1955 году переименовано в село Червоноднепровка.